# Suat-Uğurlu-Talsperre
Die Suat-Uğurlu-Talsperre (türkisch Suat Uğurlu Barajı) befindet sich 13 km südlich von Çarşamba in der nordtürkischen Provinz Samsun am Unterlauf des Yeşilırmak.
Die Suat-Uğurlu-Talsperre wurde in den Jahren 1975–1981 von der staatlichen Wasserbehörde DSİ als Steinschüttdamm erbaut.
Heutiger Betreiber ist der staatliche Energiekonzern Elektrik Üretim A.Ş. (EÜAŞ).
Die Talsperre dient der Energieerzeugung und der Bewässerung.
Der Staudamm hat eine Höhe von 38 m und besitzt ein Volumen von 2,338 Mio. m³. Der zugehörige etwa 22 km lange Stausee besitzt eine Wasserfläche von 9,644 km² und ein Speichervolumen von 181,31 Mio. m³. Er reicht bis zur flussaufwärts gelegenen Hasan-Uğurlu-Talsperre. Am westlichen Seeufer liegt die Kreisstadt Ayvacık.
2,5 km flussabwärts befindet sich die Kumköy-Staustufe. 
Die Suat-Uğurlu-Talsperre ist für die Bewässerung einer Fläche von 82.707 ha ausgelegt.
Das Wasserkraftwerk der Suat-Uğurlu-Talsperre verfügt über zwei Kaplan-Turbinen zu je 23 Megawatt. Die durchschnittliche Jahresenergieerzeugung liegt bei 273 GWh.